# Святополк II Померанский
Святополк II Великий (умер 10 января 1266), герцог Померелии (иначе Гданской Померании, Восточной Померании) с ок. 1216/1220 до своей смерти. Сын Мстивоя I из династии Самборидов.

## Именование
Известно несколько вариантов его имени: «Swantepolk», «Swantopolc», «Suuantopolcus de Gdanzk» и «Zuetopolci et Wratizlai principum Pomoranie», «Suantopolaus dux nobilis Pomeranorum», «Swantepolcus dux Pomeranie», Swantipolk, Svatopluk, Swietopelk, Swatopolk, Sviatopolk, Światopełek, Świętopełk, Domin(us) Zwantepolc(us) D(ux) Danceke и Svantopelc Ducis Pomeranie.

## Ранние годы
Первое упоминание Святополка датировано 24 апреля 1209 года. Этой датой датирована грамота Мстивоя I. Мстивой передавал церкви Жукова четыре деревни, а его сыновья Святополк, Вартислав, Самбор и Ратибор подтверждали данное дарение. На тот момент все или большинство сыновей Мстивоя были малы.

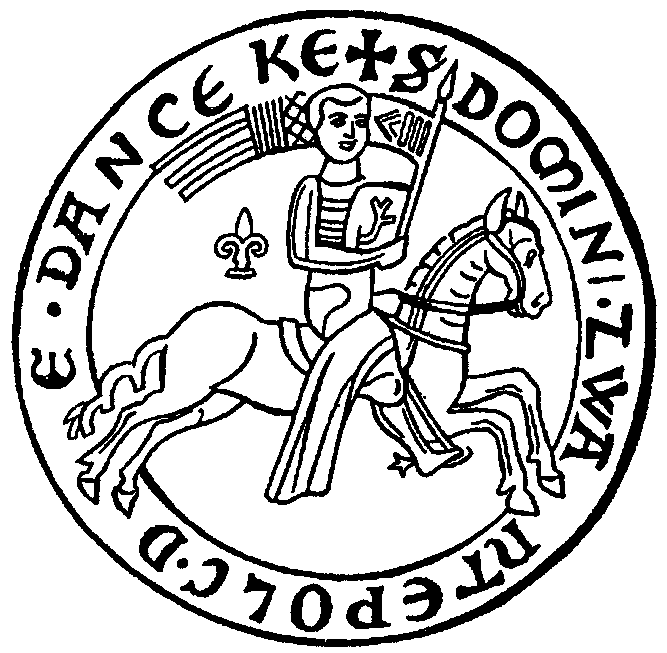
Печать Святополка

После смерти отца Святополк стал соправителем Восточной Померании. Притом по воле отца Святополк стал опекуном братьев. Исследователи указывают разные даты смерти Мстивоя I: Allgemeine Deutsche Biographie указывала 1 мая 1220 года; Genealogie des Mittelalters — 1 или 5 мая 1213/1214 года, Foundation for Medieval Genealogy — 1 или 2 мая 1213/1214 года. М.Бречкевич датировал начало правления Святополка «не позже 1220 года». Великая хроника Польши писала, что в 1217 году Лешек Белый посетил Поморье (то есть Померанию) и в качестве князя Поморья назначил Святополка своим заместителем — капитаном. Н. И. Щавелева в комментарии к «Великая хроника о Польше, Руси и их соседях» датировала начало правления Святополка 1217 годом.
М.Бречкевич считал что описываемое польскими авторами назначение в 1216 /1217 году Лешеком Белым Святополка, Самбора I и Мстивоя наместниками Померелии или Восточной Померании не совсем верно. Так как в отличие от наместников они обладали большей самостоятельностью, а в своих грамотах именовались князьями. Н. И. Щавелева писала, что после 1215 года Восточное Поморье стало политически самостоятельным княжеством не связанным с польскими землями.
В 1220 году Святослав вместе с матерью, братьями и сестрами сделали пожертвование Оливскому монастырю в память о Мстивое.
Личным уделом Святополка был Гданьск. После смерти брата Вартислава присоединил его владение Любешов.
Пока братья Святополка: Самбор II и Ратибор были молоды, он действовал как их опекун. После совершеннолетия братья получили свою часть наследства: Самбор получил Любешов, а Ратибор получил Бялогард.
По словам Великой хроники Польши: Владислав Одонич был изгнан своим дядей Владиславом Тонконогим из Польши. Но в 1223 году благодаря поддержке Святополка вернул крепость Устьице. В 1227 Владислав Тонконогий неудачно осадил эту крепость, но племянник разбил дядю и вернул оспариваемые земли (Познань, Калишь). Святополк с 1217 по 1227 года плативший дань напомнив Лешеку о прецеденте попросил назначить себя не «капитаном», а «князем» Померании. После того как Лешек не ответил на просьбу Святополк перестал платить.
11 ноября 1227 года Лешек Белый, Конрад I Мазовецкий, Владислав III Тонконогий, Владислав Одонич и Генрих I Бородатый собрались на съезд в Гонзаве, собранный официально ради примирения двух Владиславов. Владислав Одонич, женатый на сестре Святополка, убедил того, что на самом деле князья злоумышляют против померанского князя. 14 ноября 1227 года Святополк напал на Гонзаву. Лешко Белый и Генрих Бородатый находившиеся в момент нападения в бане, пытались бежать. Во время бегства Лешек был убит, а Генрих тяжело ранен.
Это освободило Святополка от сюзеренитета Польши.
Осенью 1233 года вместе с братом Самбором, Святополк принял участие в походе польских князей (Генриха Бородатого, Владислава Одонича, Конрада Мазовецкого и Казимира Куявского) против пруссов. В битве на реке Сиргуна пруссы потерпели поражение. В ответ пруссы, перейдя реки Ногат и Вислу, вскоре совершили нападение на Поморье.
К 1235 году у Святополка родился сын Мстивой.
В 1238 году Святополк присоединил Славно и Столп. В 1239 году после смерти Владислава Одонича Накло. Со временем братья, покровителем (опекуном сначала, а потом главой) которых был в течение двадцати лет Святополк, отказались поддержать общепоморскую политику старшего брата и вступили с ним в борьбу, перешедшую в войну. Самбор Любешовский и Ратибор Бялоградский привлекали в качестве союзников сначала своих родственников из Польши, а позже Тевтонский Орден.
В ответ Святополк начал поддерживать пруссов в борьбе с Тевтонским Орденом. В 1241 году послы Святополка были посланы к папе римскому, чтобы тот защитил пруссов от Ордена. Но из-за вакантности в 1241—1243 годы папского престола послам не удалось ничего добиться.

## Конфликты с Орденом

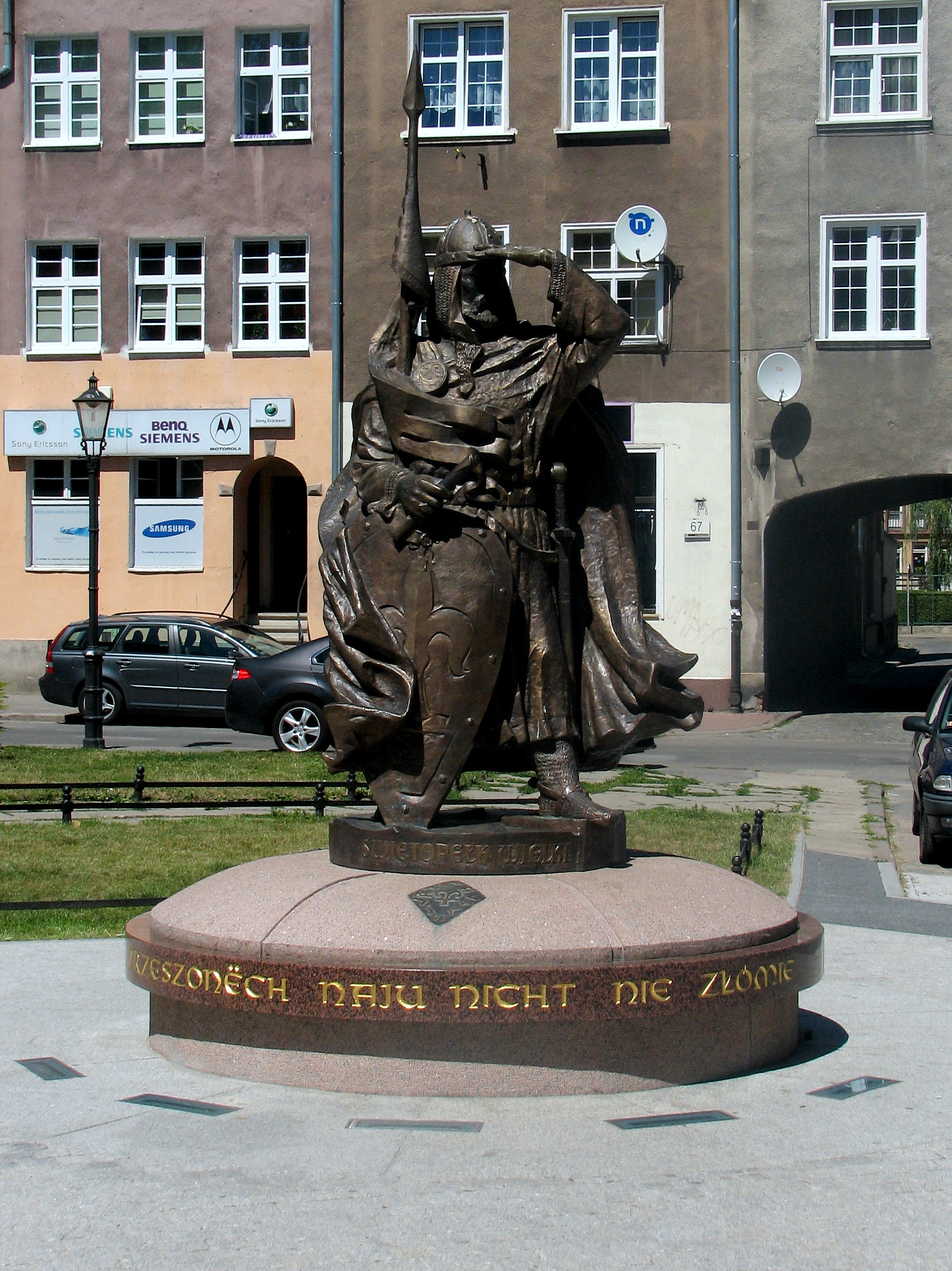
Памятник Святополку II Великому в Гданьске

В 1242 году началась борьба Святополка с орденом. В ней выделяют четыре этапа:
1. Летом 1242 года Святополк и восставшие пруссы заставили рыцарей сидеть в осаде в Эльбинге, Торне, Балге, Хелмне, Редене. Союзники ордена (Конрад I Мазовецкий и его сыновья Болеслав Мазовецкий, Казимир Куявский и Земовит) занимают Вышегрод (Вышеград)[пол.] и Сартовицу[пол.], отнимают Накло (передав его Пшемыславу и Болеславу). Опустошают Восточную Померанию. Святополк вынужден заключить мир с Орденом, отдав в качестве залога замок Сартовице, своего сына Мстивоя, Вояка и бургграфа Вимара.
2. В 1244 году поджег Сартавицу и Хелм[25]. Святополк воюет на Хелмской и Куявской землях, пытается освободить сына. Союзниками Ордена выступают Казимир Куявский, младшие братья Святополка — Самбор и Ратибор.
3. Святополк воюет против Куявии. А также против Ордена. Папа Иннокентий IV в 1245 году первоначально поддержал орден, а потом занял нейтральную позицию.
4. В 1247 году идут переговоры между Святополком и Орденом при посредничестве церкви (Фулькон, архиепископ Гнезненский, и Хейденрик (Генрих), первый официальный епископ Кульмский).

Папский легат архидьякон Иаков добился в 1248 году возвращения Мстивоя Святополку. 24 ноября 1248 года был подписан и мирный договор между Святополком и Тевтонским Орденом. Также легат потребовал чтобы Святополк возвратил братьям земли, выпустил на свободу Ратибора, а спорные вопросы с братьями решил при помощи третейского суда. Святополк помирился с братьями, вернув им владения.
Но в 1251 году конфликт с Орденом начался вновь. Причиной был остров Сантир которого долгое время добивались тевтонцы. Самбор ранее противившийся передаче острова Ордену, передал эту землю. Бречкевич считал, что Самбор таким образом расплачивался с тевтонцами за помощь против Святополка. За подобную помощь он даровал земли и епископу Куявскому.
Бречкевич писал что против дарования епископу Куявскому Святополк не возражал, а передачей Сантира был недоволен. Он объясняет это следующим: 

Если имения епископа в Поморье, хотя наделяемые большими льготами не выходили из под верховной власти князя, то отчуждение земель которые делал Самбор в пользу Тевтонского ордена в Пруссии, были невозвратимыми урезками территории государства…
Святополк узнав о передаче острова, захватил Сантир, Самбор бежал. Тевтонские рыцари в ответ напали на Померанию. 25 января Оливский монастырьа дойдя до Гданьска они разорили Оливский монастырь. А Святополк напал на Помезанию (по другим источникам Кульмскую землю).
Папа Иннокентий IV осудил в своей булле Святополка.
30 июля 1253 года Святополк подтвердил условия прежнего мира с Тевтонским Орденом, а также добавить новое 

если мы нападем на землю братьев ордена с 100 и более всадниками или войдем в тайный или явный союз против них с какими-нибудь язычниками или христианами, то пусть перейдет в их власть град Гданьск и земля со всем что сюда относится, а мы отказываемся от всякого права на него, какое мы имеем; тем не менее мы должны будем в виде наказания за несоблюдения нами договора уплатить им 2000 марок
После этого Святополк с Орденом не воевал.

## Войны с другими соседями
В 1255 — 1256 годах Святополк II Померанский воевал из-за Накло с Пшмыслом, Болеславом (сыновьями Владислава Одонича), Казимиром Куявским, Болеславом Стыдливым и Земовитом Мазовецким.
В 1259 из-за Славно и Столпа (которые за 20 лет до этого входили в Западную Померанию) с Вартиславом III Дыминским и его союзниками — Болеславом Благочестивым и епископом Каменским. Святополк одержав победу, заключил мир.

## Внутренняя политика

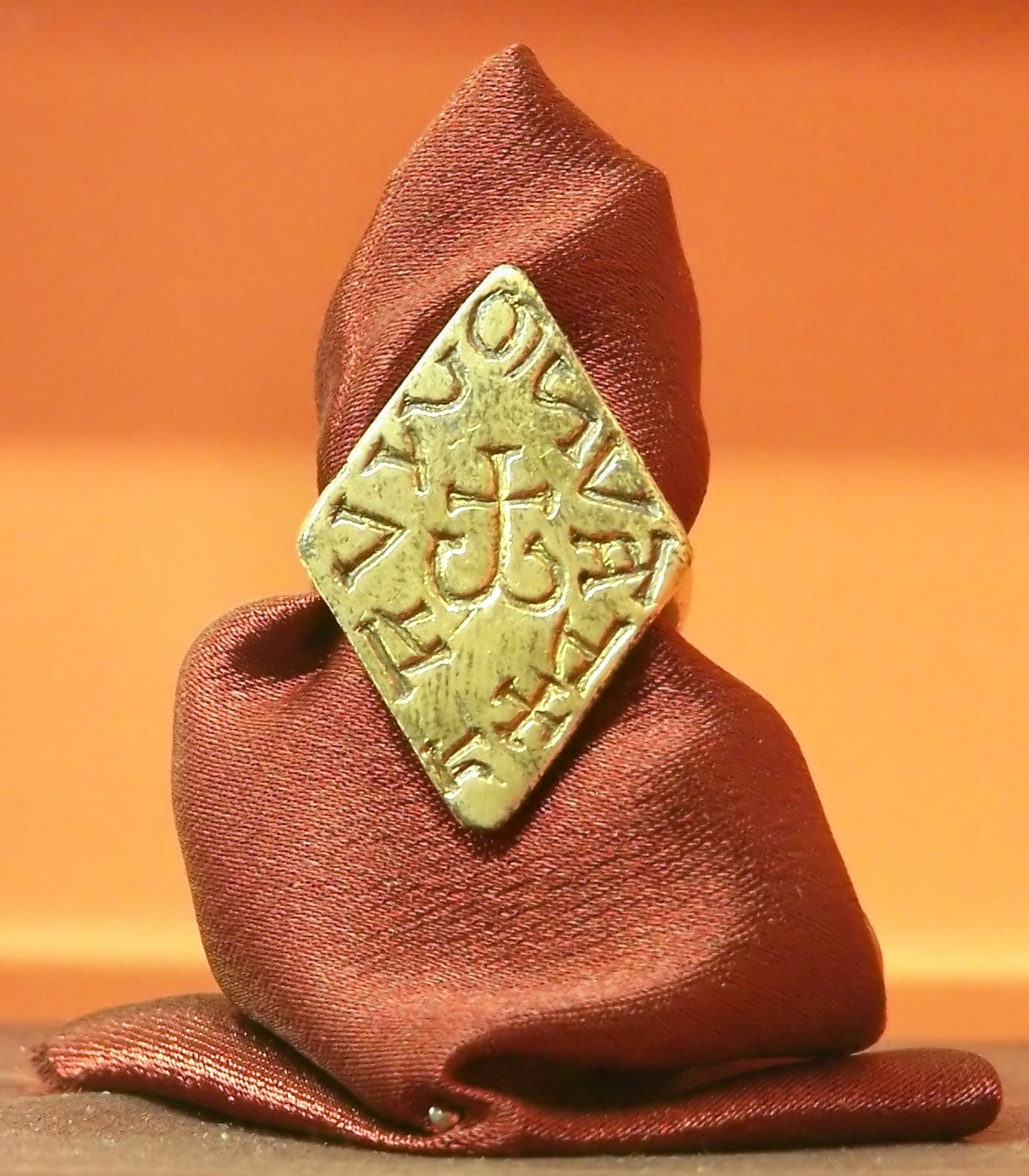
Кольцо Святополка из Польского Морского музея

Святополк снизил пошлины для купцов Любека. Он постепенно отменил береговое право.
1. Сначала ввёл налог с судов потерпевших кораблекрушение.
2. В 1248 году объявил покровительство потерпевшим кораблекрушение.
3. В 1253 году закрепил за потерпевшими кораблекрушение право на их собственность. А на пытающихся причинить им вред наложил крупный штраф.

Церковная традиция связывала правление Святополка, отмену им берегового права, появление в Померании мощей христианской святой Варвары

## Смерть
11 января 1266 года Святополк умер и был похоронен в Оливском монастыре. Его земли были разделены между сыновьями Мстивоем II и Вартиславом II.

## Семья

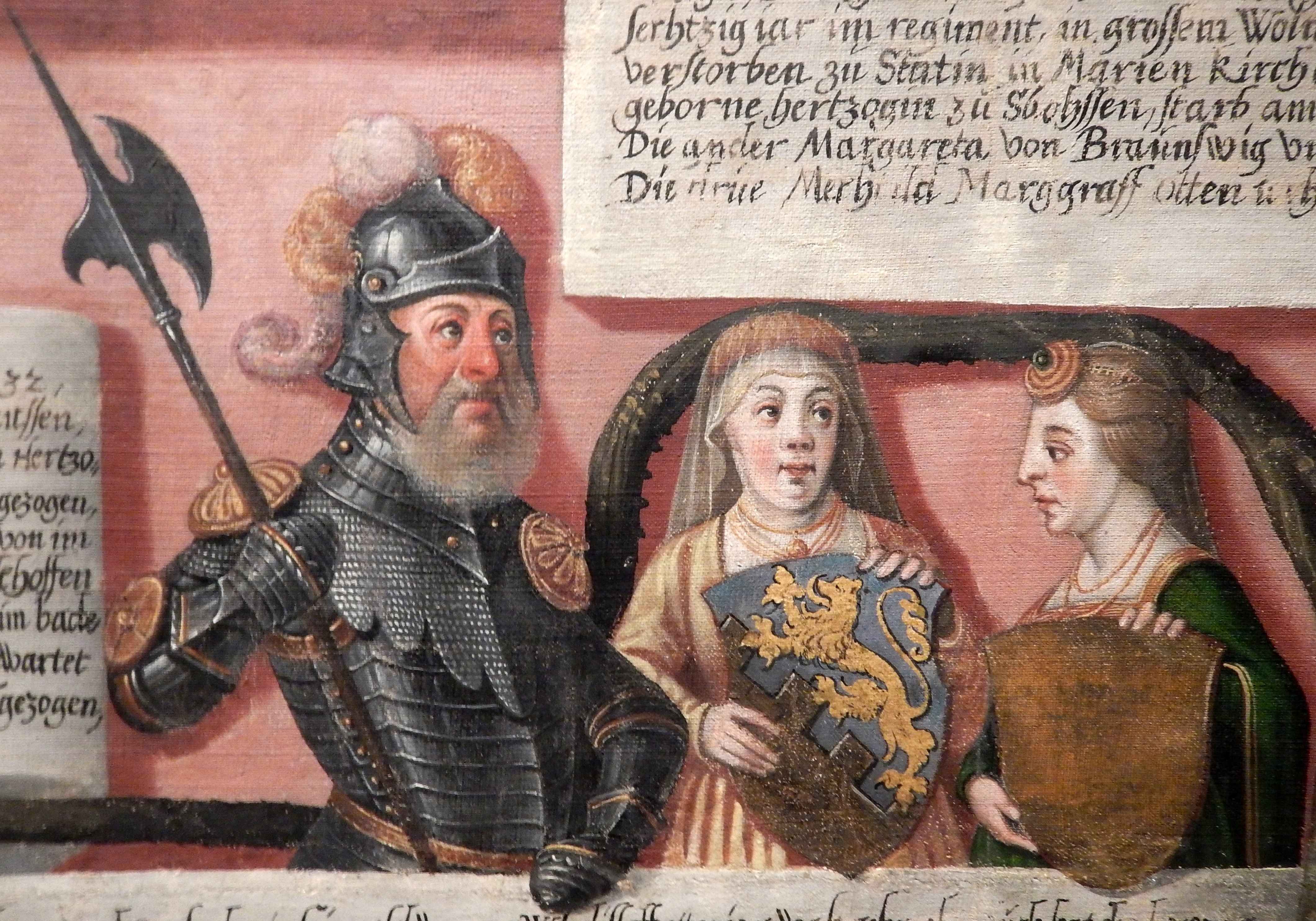
Святополк и его первая и вторая жены.

Святополк был сыном Мстивоя и Звениславы. Её происхождение неизвестно. По одной версии мать Святополка — Звенислава могла быть дочерью Мешко Старого. И такое родство делало ряд браков Святополка и его близких близкородственным.

### Жены
1. Баумгартен делал предположение что первой женой была Саломея (умерла до 1220), дочь Романа Мстиславича, князя Галичского и его жены Предславы Рюриковны[10].
2. первой/второй к 1220 году[30] стала Ефросинья (умерла 23 августа 1235). По одной версии эта Ефросинья была дочерью Одона, князя Великой Польши и внучкой Мешко Старого[5]. В 1227 году сын Одона — Владислав женился на сестре Святополка Ядвиге[31]. Но если верна версия, что мать Святополка — Звенислава была дочерью Мешко Старого, то такое родство делало подобные браки близкородственными.
3. третьей/второй женой Эрменгарда (упоминается в 1252/1270), дочь Генриха I Шверинского[32]

### Дети
от Саломеи
- Ефимия, жена Яромира II, герцога Рюгенского[33]

от Саломеи или Ефросиньи
- «Ядвига»[1], жена Кнуда, герцога Ревеля, Блекинге и Лолланна (внебрачного сына короля Дании Вальдемара II)[34]

от Ефросиньи
- Мстивой II (к 1235—1294), князь Свеце с 1266 года, Гданьска с 1271 года, Любишево с 1278 года[33]
- Вартислав II ( — 1271), князь Гданьска с 1266 года[33]
- дочь, жена Генриха графа Кирхенберг[35]
- Звенислава (-1280), жена ок. 1260 года Добеслава, правителя Судовии[36]
- Иоанн[36]
- Дамброка[10]
- Витослава Приорина Жукова[37]
- дочь, жена графа Кевенберг[38]